# شاوین، اندر
شاوین، اندر (به فرانسوی: Chavin) یک کمون در فرانسه است که در اندر واقع شده‌است. شاوین ۱۴٫۰۱ کیلومتر مربع مساحت و ۲۸۸ نفر جمعیت دارد و ۱۵۵ متر بالاتر از سطح دریا واقع شده‌است.